# Ли Пери
Рејнфорд Хју Пери (енгл. Rainford Hugh Perry; Кендал, 20. март 1936 — Лусеа, 29. август 2021) био је јамајски певач реге музике.

## Биографија
Рођен је сиромашан у малом селу, а педесетих је прешао у Кингстон где је учио занат. Његов први посао био је са пиониром музичке продукције Клемент Коксон Додом у касније чувеном студију Један, где је радио као потрчко, помоћник, ловац на таленте, непризнат текстописац, аранжер и повремено извођач. Пери је снимио своју прву песму „Старо за Ново“ 1959. а песма „Чикен Скреч“ му је била први хит 1965.
Године 1966, након скоро седам година, Пери изнервиран због одбијања Коксона да му плати одлази код продуцента Џоа Гибса, где снима „Ја сам узнемирувач“, као упозорење свима који покушају да га пређу. Године 1967. Гибс му даје да за њега води нову Амалгаматед издавачку кућу. Пери је продуцирао низ хитова за Гибса, међу којима је и Лонг Шот групе Пионири, прва песма која је користила нови ритам у јамајчанској музици, касније назван Реге. Међутим, долази до разлаза између њега и Гибса и Пери га напушта посвећујући му увредљиву песму „Смешни народни дечак“.
Године 1968. Пери коначно схвата да не може да сарађује са другим продуцентима, а да притом не дође до ломљења намештаја и одлучује да даље ради сам. Најпре је сакупио пратећи бенд и назвао га по свом тренутном надимку и имену куце Upsetters. У почетку су снимали насилне, језиве инструментале, као сто су „Убиј их све“, „Вампир“, „Ископај свој гроб“, „Повратак Ђанга“. Такође је радио и са певачима Давис Исаком, Силверстонима и Слим Смитом.
Отворио је и своју продавницу плоча „Upsetter Record Shop“, где нису само продавани последњи синглови већ је и током целог дана пуштана музика. Продавница је служила као Перијева база, имала је и собу за пробе као и бар и тезгу за продају траве. Популарност му је ускоро омогућила да финансира емисију на ЈБЦ, где је ДЈ Винстон „The Whip“ Вилијамс пуштао синглове Upsetters.
Млади Боб Марли посетио је Upsetters Record Shop. Његов бенд The Waillers је био прилично популаран неколико година раније код Коксона, али у том моменту су се борили да преживе. Марлиу, Питер Тоскс и Бани Веилер били су запањени популарношћу коју су Upsetters имали ван земље. Од повратка из Енглеске односи између Перија и Upsetters су се погоршавали, Пери је изгледа за себе узео лавовски део хонорара. После неколико проба Марли је наговорио Upsetters да напусте Перија и пређу у The Waillers. Кад је Пери то открио страсно се разбеснео, чак је претио и да ће убити Боба. Успели су да се договоре да се бендови ипак споје, али да је њихов ексклусивни продуцент Пери.
Пери није желео да ради са певачима, концентрисао се на убитачне инструментале, међутим било је тешко одбити сарадњу са Марлијем. За Марлијеве невоље Пери је окривио зле духове („дупу“) и тако је настала песма „Дупу Конкверор“. Бобов сензибилитет и Перијев осећај за експериментисање створили су фантастичну комбинацију, прекретницу не само у њиховим каријерама, већ и у историји реге музике. Њихова сарадња је трајала неколико година и из ње је произишао велики број хитова, међутим било је јасно да између две тако снажне индивидуе мора доћи до сукоба. Од 1971. Марли све чешће критикује Перија да му спутава стваралачку слободу, Пери са друге стране наставља да узима највећи део хонорара. Коначно 1973. чланови The Waillers напуштају Перија и потписују за Исланд Рекордс.
Пери је наставио са својим музичким експериментима - двадесет година пре него што је израз „алтернативна музика“ ушао у употребу, Пери је користио пуцње из пиштоља, ломњаву стакла, пуштао траке уназад, семпловао плач беба и звуке животиња. Године 1974. изградио је свој студио „Блак Арк“, на месту где је у сну чуо музику. Користио је скромну опрему, али је то вешто надокнадио својим талентом. Продуценти и данас користе безбројне трикове које је Пери измислио да би надокнадио мањак опреме. То су биле године сарадње са Макс Ромеом, Јуниор Марвином, Хептонсима... Ствари су се постепено загревале у Перијевом студију, као и политичка клима на Јамајци. Две супротстављене политичке партије Јамајке имале су дугу традицију решавања неспоразума на улицама Кингстона. Песме са социјалним порукама, као сто су Макс Ромеов „War Inna Babylon“ или Перијев „City too hot“ добро су одражавале тренутно стање, али су му и донеле невоље - Перијев студио је убрзо постао мета локалних гангстера. Атмосфера се загревала, Пери је постао физички и психички исцрпљен, и жена га је убрзо напустила и одвела децу са собом. Био је спреман да крочи у лудило. Почео је да вандализује сопствени студио, исписује графите и ломи плоче. Новинари су долазили да га виде како једе новац и пали сопствене снимке.
Године 1981. Пери напушта Јамајку и одлази у Њујорк, где наступа са бендовима Терористс и Маџестик. Вратио се на Јамајку и изгледало је као да се опоравио. Међутим, катастрофа је чекала за углом - једног јутра 1983. Блак Арк студио је спаљен до темеља. „Био је превише црн. Морао сам да га уништим да бих сачувао разум. Хтео је да ме поједе!“ биле су Перијеве речи.
Године 1984. среће Неила Фразера, познатијег под псеудонимом Мед Професор и започиње дугогодишњу продуцентску сарадњу, која траје до данас. Радећи у Лондону започео је сарадњу и са продуцентом Адрианом Шервудом и његовим студијским бендом Дуб Синдикате. Са њим ће 1990. снимити „Из тајне лабораторије“, свој најбољи албум још од дана Блак Арк студија.
Године 1989. Пери се сели у Швајцарску са својом новом женом, која му постаје и менаџер. Започиње градњу свог новог студија, који назива Вајт Арк. Деведесете су означиле повратак Перијеве славе, кроз рад са Беашти Боуз, великим турнејама и реиздањима његових легендарних албума.